# Semir Zuzo
Semir Zuzo, né le 11 août 1976 à Lyon, est un ancien joueur français de handball d'origine bosniaque par son père. Évoluant au poste de pivot, il a notamment remporté la médaille de bronze au Championnat du monde 1997 avec l'équipe de France.
Son frère, Sedin, a également été handballeur professionnel au poste de gardien de but, notamment à Livry-Gargan.

## Palmarès

### Clubs
Compétitions internationales
- finaliste de la Coupe d'Europe des vainqueurs de coupe en 2011

Compétitions nationales
- Vainqueur du Championnat de France (3) : 2004, 2005, 2006
  - 3e place en 2009 et 2010
- Vainqueur de la Coupe de France (2) : 2005, 2006
  - finaliste en 2001 et 2010
- Vainqueur de la Coupe de la Ligue (3) : 2004, 2005, 2006
- Vainqueur du Championnat de Suisse (1) : 2006
- Vainqueur de la Coupe du Luxembourg (1) : 2012

### Équipe de France
- Médaillé de bronze au Championnat du monde espoirs en 1997[2]
- Médaillé de bronze au Championnat du monde 1997 au  Japon